# Тисова
Тисова (пол. Cisowa) — розташоване на Закерзонні село в Польщі, у гміні Красичин Перемишльського повіту Підкарпатського воєводства.

## Географія
Село розташоване на відстані 8 кілометрів на південний захід від центру гміни села Красичина, 15 кілометрів на південний захід від центру повіту міста Перемишля і 56 кілометрів на південний схід від центру воєводства — міста Ряшіва.

## Історія
6 березня 1508 р. король Сигізмунд I Старий видав документ на закріпачення Тисової і Брилинців за волоським правом.
До 1772 р. село входило до складу Перемишльської землі Руського воєводства.
У 1880 р. Тисова належала до Перемишльського повіту Королівства Галичини та Володимирії Австро-Угорської імперії, в селі було 785 жителів (782 греко-католики і 3 юдеї).
У 1939 році в селі проживало 1480 мешканців, з них 1455 українців-грекокатоликів, 5 поляків, 20 євреїв. Село входило до об’єднаної сільської ґміни Ольшани Перемишльського повіту Львівського воєводства.
Наприкінці вересня 1939 р. село зайняла Червона армія. 27.11.1939 постановою Президії Верховної Ради УРСР село у складі повіту включене до новоутвореної Дрогобицької області. В червні 1941, з початком Радянсько-німецької війни, село було окуповане німцями. В липні 1944 року радянські війська оволоділи селом, а в березні 1945 року село зі складу Дрогобицької області передано Польщі. Українців добровільно-примусово виселяло в СРСР польське військо з повним спаленням села. Решту українців у 1947 р. під етнічну чистку під час проведення Операції «Вісла» було депортовано на понімецькі землі у західній та північній частині польської держави. В село заселено поляків.
У 1975-1998 роках село належало до Перемишльського воєводства.

## Церква
У 1889 р. на місці попередньої дерев’яної з XVII ст. українці збудували муровану греко-католицьку церкву св. Івана Богослова. До їх депортації була парафіяльною церквою, яка належала до Перемиського деканату Перемишльської єпархії, надалі використовувалась держгоспом як склад, поки не була зруйнована в 1966 р.

## Персоналії
- Янківський Григорій — український військовик, хорунжий УПА, командир сотні «Ударники-7»[6].
- Янківський Іван — український військовик УПА
- Янківський Володимир — український військовик.